# Lebusalara
Lebusalara (Lebosalara) ist eine osttimoresische Aldeia im Suco Hatuquessi (Verwaltungsamt Liquiçá, Gemeinde Liquiçá). 2015 lebten in der Aldeia 354 Menschen.
Lebusalara liegt im Südosten des Sucos Hatuquessi. Nördlich liegt die Aldeia Nunubrihati und östlich die Aldeias Caidico und Caicoletohoho. Im Osten grenzt Lebusalara an den Suco Dato und im Süden an den Suco Leotala. Die Ostgrenze bildet der Ricameta, ein Quellfluss des Laklos.
Das Ortszentrum des Dorfes Lebusalara liegt im Nordwesten der Aldeia Lebusalara.

## Politik
2023 wurde Eduardo dos Santos zum Chefe de Aldeia gewählt.